# Paradise tur-retur
Paradise tur-retur er en dansk reality-reportageserie, der havde premiere den 26. oktober 2011 på TV3. Programmet er et spin-off af realityshowet Paradise Hotel, hvor tidligere deltagere af samme program rejser til Mexico for at opleve fattigdom, korruption og narkokriminalitet. Programmet er blevet støttet med 2,1 millioner kr. fra Public Service Puljen.

## Medvirkende
- Jacob (Paradise Hotel sæson 4)
- Nicoline (Paradise Hotel sæson 4)
- Ronnie (Paradise Hotel sæson 5)
- Tammie (Paradise Hotel sæson 6)
- Patrick (Paradise Hotel sæson 6)